# Episodi di Squadra speciale Lipsia (diciannovesima stagione)
La diciannovesima stagione della serie televisiva Squadra speciale Lipsia è stata trasmessa in anteprima in Germania dalla ZDF tra il 14 settembre 2018 e il 22 febbraio 2019.
| nº | Titolo originale            | Titolo italiano | Prima TV Germania | Prima TV Italia |
| -- | --------------------------- | --------------- | ----------------- | --------------- |
| 1  | Blackout                    |                 | 14 settembre 2018 |                 |
| 2  | Falsche Hoffnung            |                 | 21 settembre 2018 |                 |
| 3  | Gefährliches Vorbild        |                 | 28 settembre 2018 |                 |
| 4  | Nie genug                   |                 | 5 ottobre 2018    |                 |
| 5  | Zerbrochen                  |                 | 12 ottobre 2018   |                 |
| 6  | Nein heißt nein             |                 | 19 ottobre 2018   |                 |
| 7  | Stich ins Herz              |                 | 26 ottobre 2018   |                 |
| 8  | Der Schattenmann            |                 | 2 novembre 2018   |                 |
| 9  | Der Fall Wendt              |                 | 9 novembre 2018   |                 |
| 10 | Hinter verschlossenen Türen |                 | 16 novembre 2018  |                 |
| 11 | Goldkind                    |                 | 23 novembre 2018  |                 |
| 12 | Die Intrige                 |                 | 30 novembre 2018  |                 |
| 13 | Das Chinesische Licht       |                 | 7 dicembre 2018   |                 |
| 14 | Die falsche Muse            |                 | 14 dicembre 2018  |                 |
| 15 | Das Vogelmädchen            |                 | 28 dicembre 2018  |                 |
| 16 | Absturz                     |                 | 4 gennaio 2019    |                 |
| 17 | Mein Kind                   |                 | 11 gennaio 2019   |                 |
| 18 | Nackt                       |                 | 25 gennaio 2019   |                 |
| 19 | Bewährungsprobe             |                 | 1º febbraio 2019  |                 |
| 20 | Ranya                       |                 | 8 febbraio 2019   |                 |
| 21 | Tief im Herzen              |                 | 8 febbraio 2019   |                 |
| 22 | Verzockt                    |                 | 22 febbraio 2019  |                 |